# Печеня
Печеня — заброшенная деревня в гмине Велька-Нешавка Торуньского повета Куявско-Поморского воеводства в центральной части севера Польши. В 1930 году в деревне проживало 455 человек.